# Collinston
Collinston és una població dels Estats Units a l'estat de Louisiana. Segons el cens del 2000 tenia 327 habitants.

## Demografia
Segons el cens del 2000, Collinston tenia 327 habitants, 132 habitatges, i 83 famílies. La densitat de població era de 111,7 habitants/km².
Dels 132 habitatges en un 24,2% hi vivien nens de menys de 18 anys, en un 40,2% hi vivien parelles casades, en un 18,2% dones solteres, i en un 36,4% no eren unitats familiars. En el 32,6% dels habitatges hi vivien persones soles el 14,4% de les quals corresponia a persones de 65 anys o més que vivien soles. El nombre mitjà de persones vivint en cada habitatge era de 2,48 i el nombre mitjà de persones que vivien en cada família era de 3,18.
Per edats la població es repartia de la següent manera: un 24,2% tenia menys de 18 anys, un 11,3% entre 18 i 24, un 23,2% entre 25 i 44, un 25,4% de 45 a 60 i un 15,9% 65 anys o més.
L'edat mediana era de 39 anys. Per cada 100 dones de 18 o més anys hi havia 77,1 homes.
La renda mediana per habitatge era de 17.500 $ i la renda mediana per família de 31.042 $. Els homes tenien una renda mediana de 29.844 $ mentre que les dones 15.000 $. La renda per capita de la població era d'11.686 $. Entorn del 20,9% de les famílies i el 31,8% de la població estaven per davall del llindar de pobresa.

## Poblacions més properes
El següent diagrama mostra les poblacions més properes.